# Florian Trittel
Florian Trittel   (Münsterlingen, 23 de maig de 1994) és un regatista helvètic-català que competeix en vela en les classes Formula Kite, Nacra 17 i 49er; que va ser campió olímpic a París 2024 en la darrera.

## Trajectòria
Va néixer a Suïssa, de família alemanya, però resideix des dels tres anys a Catalunya. Va començar a navegar a Arenys de Mar i després al Club Nàutic El Balís de Sant Andreu de Llavaneres, Barcelona. En 2012 es va proclamar campió mundial juvenil de la classe 29er.
Va guanyar dues medalles en el Campionat Europeu de Formula Kite, plata en 2014 i bronze en 2016. En la classe 49er va aconseguir tres medalles en el Campionat Mundial de 49er, entre els anys 2022 i 2024, i una medalla d'or en el Campionat Europeu de 49er de 2022. Forma part de l'equip de la selecció espanyola de Sail GP.

Ha participat en dos Jocs Olímpics d'Estiu. Va quedar sisè a Tòquio 2020, en la classe Nacra 17, en tàndem amb Tara Pacheco. A París 2024 va obtenir una medalla d'or en la classe 49er (juntament amb Diego Botín).
| 1. 2. 3. 4. |